# Roumtenga (Kaya)
Pour les articles homonymes, voir Roumtenga.
Roumtenga est une localité située dans le département de Kaya de la province du Sanmatenga dans la région Centre-Nord au Burkina Faso.

## Géographie
Roumtenga est situé à 2 km au sud-est de Basnéré, à environ 27 km au nord-ouest du centre de Kaya, la principale ville de la région. Le village est traversé par la route nationale 15 reliant à Kaya à Kongoussi.

## Économie
L'agriculture est l'activité principale du village, avec la culture du niébé principalement.

## Éducation et santé
Le centre de soins le plus proche de Roumtenga est le centre de santé et de promotion sociale (CSPS) de Basnéré tandis que le centre hospitalier régional (CHR) se trouve à Kaya.
Roumtenga possède une école primaire publique.